# 次亜硝酸レダクターゼ
次亜硝酸レダクターゼ（じあしょうさんレダクターゼ、hyponitrite reductase）は、次の化学反応を触媒する酸化還元酵素である。
2 ヒドロキシルアミン + 2 NAD+ {\displaystyle \rightleftharpoons } 次亜硝酸 + 2 NADH + 2 H+
反応式の通り、この酵素の基質はヒドロキシルアミンとNAD+、生成物は次亜硝酸とNADHとH+である。補因子として、金属を用いる。
組織名はhydroxylamine:NAD+ oxidoreductaseで、別名にNADH2:hyponitrite oxidoreductaseがある。